# جهد قياسي (فيزياء رياضية)
في الفيزياء الرياضية، يصف الجهد القياسي، ببساطة، الوضع الذي يعتمد فيه الفرق في طاقات الوضع لجسم ما في موضعين مختلفين فقط على المواضع، وليس على المسار الذي يسلكه الجسم في الانتقال من موضع إلى آخر. إنه مجال قياسي في فضاء ثلاثي: قيمة بلا اتجاه (كمية قياسية) تعتمد فقط على موقعه. والمثال المألوف هو الطاقة الكامنة بسبب الجاذبية .

مجال متجه (يمين) والجهد القياسي المناظر(يسار).

يُعد الجهد القياسي مفهوماً أساسياً في تحليل المتجهات والفيزياء (وغالباً ما تحذف الصفة قياسي إذا لم يكن هناك خشية بوقوع التباس مع الجهد المتجه). الجهد القياسي هو مثال لمجال قياسي . يُعَرَّف الجهد القياسي P بالنسبة للمجال المتجه F، على النحو التالي:
{\displaystyle \mathbf {F} =-\nabla P=-\left({\frac {\partial P}{\partial x}},{\frac {\partial P}{\partial y}},{\frac {\partial P}{\partial z}}\right),} 
حيث ∇P هو انحدار P والجزء الثاني من المعادلة سالب التدرج لدالة في الإحداثيات الديكارتية x, y, z .  في بعض الحالات، قد يستخدم علماء الرياضيات علامة موجبة أمام التدرج لتعريف الجهد. بسبب هذا التعريف لـ P باستخدام التدرج، فإن اتجاه F عند أي نقطة هو اتجاه التَنَاقُص الحاد لـ P عند تلك النقطة، وقيمته هي معدل ذلك التَنَاقُص لكل وحدة طول.
لكي يُوصَف F وفقاً للجهد القياسي فقط، يجب أن تكون أي من العبارات المكافئة التالية صحيحةً:
1. -\int _{a}^{b}\mathbf {F} \cdot d\mathbf {l} =P(\mathbf {b} )-P(\mathbf {a} ), حيث يكون التكامل على قوس جوردان ماراً من الموقع a إلى الموقع b و P(b) هو P محسوباً في الموقع b .
2. \oint \mathbf {F} \cdot d\mathbf {l} =0, حيث يكون التكامل على أي مسار مغلق بسيط، والمعروف باسم منحنى جوردان .
3. {\displaystyle {\nabla }\times {\mathbf {F} }=0.}

تمثل الحالة الأولى من هذه الشروط النظرية الأساسية للتدرج وهي صحيحة لأي مجال متجه يمثل تدرجاً لمجال قياسي أحادي القيمة قابل للتفاضل P الشرط الثاني هو من متطلبات F حتى يمكن التعبير عنها كتدرج لدالة قياسية. يعيد الشرط الثالث التعبير عن الشرط الثاني طبقاً لدوران F باستخدام النظرية الأساسية للدوران. يقال إن المجال المتجه F الذي يفي بهذه الشروط لادوراني (محافظ).

بئر جهد الجاذبية لكتلة متزايدة حيث

تؤدي الجهود القياسية دوراً بارزاً في العديد من مجالات الفيزياء والهندسة. جهد الجاذبية هو الجهد القياسي المرتبط بالجاذبية لكل وحدة كتلة، أي التسارع الناتج عن المجال، كدالة للموضع. جهد الجاذبية هو طاقة وضع الجاذبية لكل وحدة كتلة. في الكهرباء الساكنة، يكون الجهد الكهربائي هو الجهد القياسي المرتبط بالمجال الكهربائي، أي القوة الكهروستاتيكية لكل وحدة شحنة. الجهد الكهربائي في هذه الحالة هو الطاقة الكامنة الكهروستاتيكية لكل وحدة شحنة. في ديناميات الموائع، تمتلك المجالات الصفائحية غير الدوارة جهود قياسية فقط في الحالة الخاصة عندما تكون مجال لابلاسي. يمكن وصف جوانب معينة من القوة النووية من خلال جهد يوكاوا . يؤدي الجهد دوراً بارزاً في صياغتي لاغرانج وهاملتون للميكانيكا الكلاسيكية. علاوة على ذلك، فإن الجهد لقياسي هو الكمية الأساسية في ميكانيكا الكم.
ليس كل مجال متجه له جهد قياسي. ويُطلق على تلك التي تكون كذلك بالمحافظة، مناظرة لمفهوم القوة المحافظة في الفيزياء. تتضمن أمثلة القوى غير المحافظة قوى الاحتكاك، والقوى المغناطيسية، وفي ميكانيكا الموائع سرعة المجال اللولبي. ومع ذلك، من خلال نظرية تحلل هيلمهولتز، يمكن وصف جميع المجالات المتجهية باستخدام الجهد القياسي والجهد المتجه المناظر. في الديناميكا الكهربائية، يُعرف الجهد القياسي الكهرومغناطيسي والجهد المتجه معاً باسم الجهد الكهرومغناطيسي الرباعي.

## شروط قابلية التكامل
إذا كانت F هي مجال متجه محافظ (يُطلق عليه أيضاً اسم لادوراني، أو خال من اللف، أو جهد) ، وكانت مركباته لها مشتقات جزئية مستمرة، فإن جهد F بالنسبة لنقطة مرجعية r0 يعرف طبقاً للتكامل الخطي:
{\displaystyle V(\mathbf {r} )=-\int _{C}\mathbf {F} (\mathbf {r} )\cdot \,d\mathbf {r} =-\int _{a}^{b}\mathbf {F} (\mathbf {r} (t))\cdot \mathbf {r} '(t)\,dt,}
حيث C هو مسار وسيطي من r0 إلى r ،
{\displaystyle \mathbf {r} (t),a\leq t\leq b,\mathbf {r} (a)=\mathbf {r_{0}} ,\mathbf {r} (b)=\mathbf {r} .}
حقيقة أن التكامل الخطي يعتمد على المسار C فقط من خلال نقطتيه الطرفيتين r0 و r هي، في جوهرها ، خاصية استقلالية المسار لمجال متجه محافظ. تشير النظرية الأساسية للتكامل الخطي إلى أنه إذا عُرف V بهذه الطريقة، فإنF = –∇V، بحيث يكون V جهداً قياسياً لمجال المتجه المحافظ F. لا يتحدد الجهد القياسي من خلال مجال المتجه وحده: في الواقع، لا يتأثر تدرج الدالة إذا أُضيف ثابت إليها. إذا عُرف V وفقاً للتكامل الخطي، فإن غموض V يعكس الحرية في اختيار النقطة المرجعية r0.

## الارتفاع كطاقة وضع للجاذبية

مجال جاذبية منتظم بالقرب من سطح الأرض

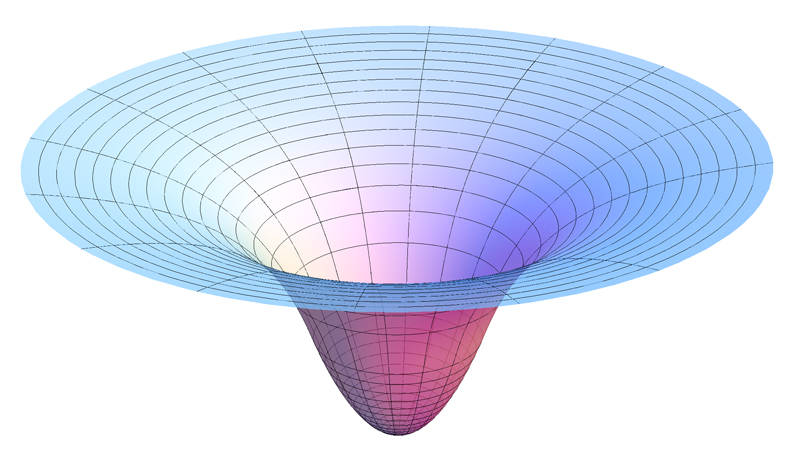
رسم لشريحة ثنائية الأبعاد لجهد الجاذبية داخل وحول جسم كروي منتظم. نقاط انعطاف المقطع العرضي تكون على سطح الجسم.

مثال على ذلك هو مجال الجاذبية المنتظم (تقريباً) بالقرب من سطح الأرض. يكون له طاقة كامنة
{\displaystyle U=mgh}
حيث U هي طاقة وضع الجاذبية و h هو الارتفاع عن سطح الأرض. وهذا يعني أن طاقة وضع الجاذبية على الخريطة الكنتورية تتناسب مع الارتفاع. في الخريطة الكنتورية، يكون التدرج السلبي للارتفاع ثنائي البعد عبارة عن حقل متجه ثنائي البعد، تكون متجهاته دائماً متعامدة مع خطوط الكفاف ومتعامدة أيضاً مع اتجاه الجاذبية. ولكن في المنطقة المرتفعة التي تمثلها خريطة الكنتور، يشير التدرج السلبي ثلاثي الأبعاد لـ U دائماً إلى أسفل في اتجاه الجاذبية ؛ F. ومع ذلك، فإن الكرة التي تتدحرج إلى أسفل التل لا يمكنها التحرك مباشرة إلى أسفل بسبب القوة العمودية لسطح التل، والتي تلغي مركبة الجاذبية المتعامدة مع سطح التل. ويتبقى مركبة الجاذبية التي تحرك الكرة بموازاة السطح:
{\displaystyle \mathbf {F} _{\mathrm {S} }=-mg\ \sin \theta }
حيث θ هي زاوية الميل، ومركبة FS العمودية على الجاذبية هي
{\displaystyle \mathbf {F} _{\mathrm {P} }=-mg\ \sin \theta \ \cos \theta =-{1 \over 2}mg\sin 2\theta .}
هذه القوة FP، موازية للأرض، تكون أكبر ما يمكن عندما تكون θ =٤٥ درجة.
لنفترض أن Δh هي فاصل منتظم للارتفاع بين خطوط الكفاف على الخريطة الكنتورية، ولتكن Δx هي المسافة بين كفافين. حينئذٍ
{\displaystyle \theta =\tan ^{-1}{\frac {\Delta h}{\Delta x}}}
بحيث
{\displaystyle F_{P}=-mg{\Delta x\,\Delta h \over \Delta x^{2}+\Delta h^{2}}.}
ومع ذلك، على الخريطة الكنتورية، يتناسب التدرج عكسياً مع Δx، والذي لا يكون مماثلاً للقوة FP : ولا يكون الارتفاع على الخريطة الكنتورية بالضبط مجال جهد ثنائي البعد. تختلف مقادير القوى، لكن اتجاهات القوى هي نفسها على الخريطة الكنتورية وكذلك على المنطقة المرتفعة عن سطح الأرض التي تمثلها الخريطة الكنتورية.

## الضغط كجهد طفو
في ميكانيكا الموائع، يكون السائل في حالة اتزان، ولكن في وجود مجال جاذبية منتظم تتخلله قوة طفو منتظمة تلغي قوة الجاذبية: وهذه هي الكيفية التي يحافظ بها السائل على اتزانه. قوة الطفو هذه هي التدرج السالب للضغط:
{\displaystyle \mathbf {f_{B}} =-\nabla p.\,}
نظراً لأن قوة الطفو تشير إلى أعلى، في الاتجاه المعاكس للجاذبية، فإن الضغط في المائع يزداد لأسفل. يزداد الضغط في مسطح مائي ساكن تناسبياً مع العمق تحت سطح الماء. أسطح الضغط المستمر عبارة عن مستويات موازية للسطح، ويمكن وصفها بأنها مستوى ضغط صفري.
إذا كان السائل يحتوي على دوامة رأسية (محور دورانها عمودي على السطح)، فإن الدوامة تسبب اِنخِفاضاً في مجال الضغط. يُسحب سطح السائل داخل الدوامة إلى أسفل كما هو الحال مع أي أسطح ذات ضغط متساوٍ، والتي تبقى موازية لأسطح السائل. يكون التأثير أقوى داخل الدوامة ويتناقص بسرعة مع المسافة من محور الدوامة.
يمكن الحصول على قوة الطفو الناتجة عن سائل والمؤثرة على جسم صلب مغمور ومحاط بهذا السائل من خلال تكامل سالب تدرج الضغط على طول سطح الجسم:
{\displaystyle F_{B}=-\oint _{S}\nabla p\cdot \,d\mathbf {S} .}

## الجهد القياسي في الفضاء الإقليدي
في فضاء إقليدي ثلاثي الأبعاد {\displaystyle \mathbb {R} ^{3}}، يعطى الجهد القياسي لمجال متجه لا دوراني E عن طريق
{\displaystyle \Phi (\mathbf {r} )={1 \over 4\pi }\int _{\mathbb {R} ^{3}}{\frac {\operatorname {div} \mathbf {E} (\mathbf {r} ')}{\|\mathbf {r} -\mathbf {r} '\|}}\,dV(\mathbf {r} ')}
حيث dV(r') هو عنصر حجم متناهي الصغر بالنسبة لـ r' . وبالتالي
{\displaystyle \mathbf {E} =-\mathbf {\nabla } \Phi =-{1 \over 4\pi }\mathbf {\nabla } \int _{\mathbb {R} ^{3}}{\frac {\operatorname {div} \mathbf {E} (\mathbf {r} ')}{\|\mathbf {r} -\mathbf {r} '\|}}\,dV(\mathbf {r} ')}
ويصح هذا شريطة أن يكون E مستمراً ويتلاشى تقاربباً إلى الصفر باتجاه اللانهاية، مضْمَحَلاً أسرع من 1/r وإذا تلاشى تباعد E أيضاً نحو اللانهاية، مضْمَحَلاً أسرع من 1/r 2 .
ولكي يكتب بطريقة أخرى، ليكن
{\displaystyle \Gamma (\mathbf {r} )={\frac {1}{4\pi }}{\frac {1}{\|\mathbf {r} \|}}}
هو جهد نيوتون. هذا هو الحل الأساسي لمعادلة لابلاس، مما يعني أن لابلاسيان Γ يساوي سالب دالة ديراك دلتا :
{\displaystyle \nabla ^{2}\Gamma (\mathbf {r} )+\delta (\mathbf {r} )=0.}
وبالتالي يكون الجهد القياسي هو تباعد إلتواء E حيث Γ :
{\displaystyle \Phi =\operatorname {div} (\mathbf {E} *\Gamma ).}
في الواقع، فإن الالتواء لمجال متجه غير دوراني مع جهد ثابت دوراني هو أيضاً غير دوراني. بالنسبة لمجال متجه غير دوراني G، يمكن إثبات أن
{\displaystyle \nabla ^{2}\mathbf {G} =\mathbf {\nabla } (\mathbf {\nabla } \cdot {}\mathbf {G} ).}
ولذلك
{\displaystyle \nabla \operatorname {div} (\mathbf {E} *\Gamma )=\nabla ^{2}(\mathbf {E} *\Gamma )=\mathbf {E} *\nabla ^{2}\Gamma =-\mathbf {E} *\delta =-\mathbf {E} }
كما هو مطلوب.
وبشكل أعم، الصيغة
{\displaystyle \Phi =\operatorname {div} (\mathbf {E} *\Gamma )}
تصح في فضاء إقليدي ذو بعد n ( n > 2 ) حيث يعطى جهد نيوتون عند ذلك بواسطة
{\displaystyle \Gamma (\mathbf {r} )={\frac {1}{n(n-2)\omega _{n}\|\mathbf {r} \|^{n-2}}}}
حيث ωn هو حجم الوحدة للكرة ذات البعد - n. الاثبات مماثل. بدلاً من ذلك، يعطي التكامل بالتجزئة (أو بمزيد من الدقة خصائص الالتواء )
{\displaystyle \Phi (\mathbf {r} )=-{\frac {1}{n\omega _{n}}}\int _{\mathbb {R} ^{n}}{\frac {\mathbf {E} (\mathbf {r} ')\cdot (\mathbf {r} -\mathbf {r} ')}{\|\mathbf {r} -\mathbf {r} '\|^{n}}}\,dV(\mathbf {r} ').}

## حواشٍ
1. ↑  The second part of this equation is only valid for Cartesian coordinates, other coordinate systems such as cylindrical or spherical coordinates will have more complicated representations, derived from the fundamental theorem of the gradient.